# Gracilocala bicolor
Gracilocala bicolor  (лат.) — вид жуков-златок. Эндемик острова Мадагаскар.

## Распространение
Афротропика: Мадагаскар.

## Описание
Среднего размер златки (длина 13 мм, ширина 4 мм) со слегка сплющенным телом. Голова и переднеспинка чёрно-бронзового цвета, надкрылья золотисто-жёлтые в передней их большей части. Глаза крупные, соприкасаются с переднеспинкой.

## Систематика
Род относится к трибе Coraebini Bedel, 1921 (Agrilinae).
- Род Gracilocala Bellamy, 2006[3]
  - Gracilocala bicolor Bellamy, 2006